# Matthew Turner (Kapitän)
Matthew Turner (* 17. Juni 1825 in Geneva (Ohio); † 10. Februar 1909 in Oakland) war ein US-amerikanischer Kapitän, Unternehmer und Schiffsbauer. Er baute oder ließ in seinem Namen 230 Holzschiffe bauen, davon 160 in Benicia an der Humboldt Bay in der Nähe von San Francisco.

## Leben und Werk

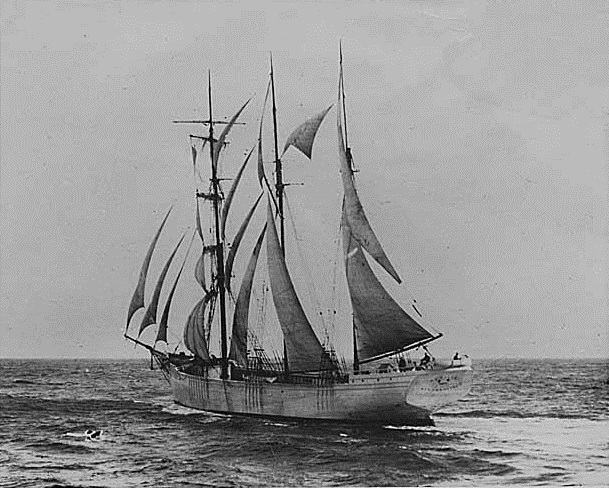
Die Barkentine Benicia, erbaut 1899, brauchte für die Reise von Newcastle (New South Wales) nach Kīhei auf Maui, Hawaii, nur 35 Tage

Im Alter von 23 Jahren entwarf Turner seinen ersten Schoner, der im Sägewerk seines Vaters am Eriesee fertiggestellt wurde. Nach 1850 war er mehrere Jahre als Schonerkapitän an der US-Westküste und im Handel mit der Südsee und mit Sibirien tätig. Er handelte u. a. mit Bauholz, Fisch, Früchten, Kopra und Vanille. 1868 ließ er in Eureka die Schonerbrigg Nautilus mit einer von ihm optimierten, auf hohe Geschwindigkeit ausgelegten Rumpfform bauen, die ungeachtet der von Experten geäußerten Zweifel an der Bauweise die Reise nach Tahiti in 20 Tagen schaffte. Kennzeichnend für Turners Entwürfe war, dass er den Schwerpunkt der Schiffe weiter nach achtern verlegte und die Schiffe vorn schmal, achtern aber breiter auslegte. Dadurch verbesserten sich Geschwindigkeit und Stabilität der Schiffe.
Seit 1875 betrieb Turner den Schiffbau in Eigenregie. Bis 1883 baute er fast 60 Schiffe, überwiegend für den Südseehandel und teils auch auf eigene Rechnung. In Benicia an der San Francisco Bay gründete er dann 1883 die Werft, auf der er bis 1905 weitere 160 seefähige Schiffe baute, meist Brigantinen, Barkentinen und Schoner. Seine Schoner-Entwürfe wurden legendär. Unter ihnen waren einige der schnellsten Rennjachten seiner Zeit, die er für Mitglieder des San Francisco Yacht Club baute. Turner ersetzte dabei die Gaffeltakelung durch die Hochtakelung mit großen dreieckigen Segeln ohne Gaffel (das sog. Bermuda-Rigg). Das erleichterte das Reffen der Segel bei den in der Südsee nicht seltenen plötzlichen Böen. Die Masten fertigte er aus einem Stück vom Kiel bis zum Top.
Erst mit 80 Jahren stellte Turner aus Gesundheitsgründen seine tägliche Aufsichtstätigkeit in der Werft ein.

## Schiffe

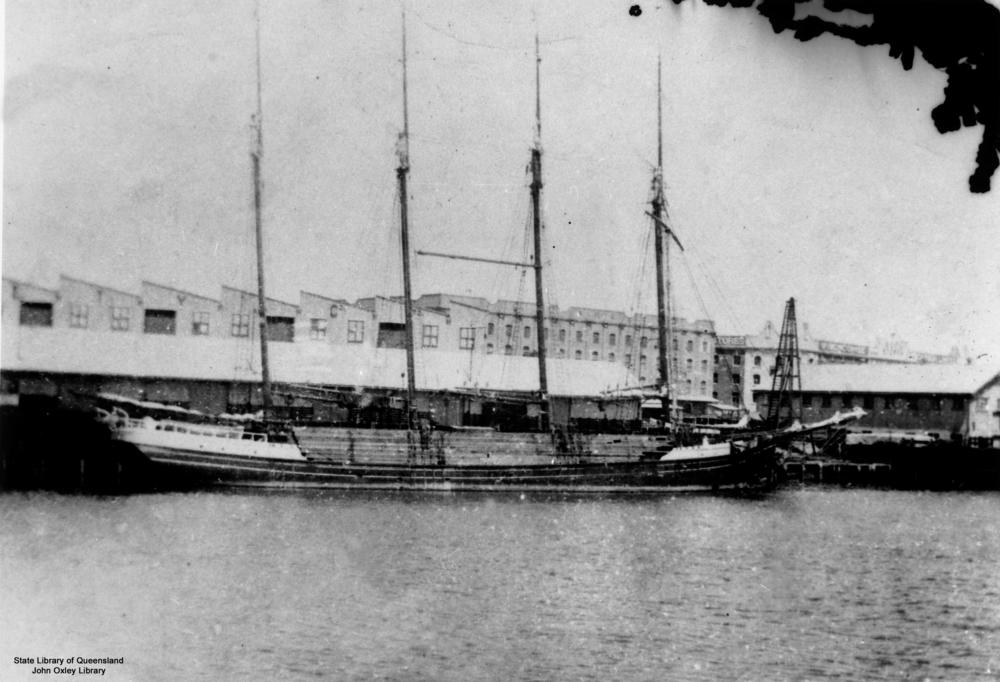
Der Viermastschoner Ariel (1900–1917)

1884 wurde auf Turners Werft die Brigantine Karluk mit zusätzlichem Dampfantrieb gebaut, die zunächst als Versorgungsschiff für die Fischerei bei den Aleuten, dann als Walfänger und 1913 als Flaggschiff der Arktisexpedition der Royal Canadian Navy diente. Sie wurde 1914 im Eis zerdrückt.
Turners elegante Brigantine Galilee, erbaut 1891 (und in den 1960er Jahren – obwohl im Besitz des San Francisco Maritime Museums – mangels Instandhaltung im Schlamm der San Francisco Bay versunken), machte die Reise von Tahiti nach San Francisco in einer Rekordzeit von 22 (nach anderen Angaben 19) Tagen, der Schoner Papeete (1891) die Reise in umgekehrter Richtung in 17 Tagen. Die Galilee diente u. a. als Forschungsschiff für Erdmagnetismus.
Der ungarische Graf Rudolf Festetics von Tolna reiste 1893 bis 1900 mit der von Turner 1893 gebauten 76-Tonnen-Jacht Le Tolna durch den Pazifik.
Turner baute auch große Viermastbrigantinen, z. B. die Amaranth von 1901, und Viermastschoner, z. B. die Ariel von 1900 mit über 1000 Tonnen Verdrängung.
26 bei Turner gebaute Schoner fuhren (zumindest zeitweise) unter deutscher Flagge, vor allem für die Handelshäuser Joh. César Godeffroy & Sohn, die Société commerciale de l'Océanie und die Jaluit-Gesellschaft auf den Marshallinseln.
In Sausalito wurde 2013 eine Brigantine mit einer Wasserverdrängungvon von 175 Tonnen als Trainingsschiff für Jugendliche mit dem Namen Matthew Turner gebaut. Es handelt sich um das erste hölzerne Schiff dieser Größe, das seit über 80 Jahren an der San Francisco Bay gebaut wurde.